# Jahor Filipenka
Jahor Usevaladavič Filipenka (in bielorusso Ягор Усеваладавіч Філіпенка?; in russo Егор Всеволодович Филипенко?, Egor Vsevolodovič Filipenko; Minsk, 10 aprile 1988) è un calciatore bielorusso, difensore dell'Ural.

## Carriera

### Club
Dopo aver giocato con il BATE Borisov, nel 2008 si trasferisce allo Spartak Mosca.
Nel 2009 va in prestito al Tom' Tomsk dove colleziona solo 2 presenze. Nel 2010 viene nuovamente ceduto in prestito. Questa volta va a giocare al Sibir' dove entra in campo 18 volte.
Nell'estate 2011 torna al BATE Borisov, dove resterà fino a gennaio 2015, quando si trasferisce al Málaga.

### Nazionale
Ha giocato nelle nazionali giovanili bielorusse Under-17, Under-19 ed Under-21; con quest'ultima nazionale nel 2011 ha anche conquistato un terzo posto agli Europei di categoria, grazie al quale la Bielorussia ha ottenuto la qualificazione ai Giochi Olimpici di Londra 2012 (la prima della sua storia nel calcio).
Conta numerose presenze con la nazionale bielorussa, con cui ha esordito nel 2007.

## Palmarès

### Club

#### Competizioni nazionali
- Campionato bielorusso: 6

BATĖ Borisov: 2006, 2007, 2011, 2012, 2013, 2014
- Supercoppa di Bielorussia: 4

BATĖ Borisov: 2011, 2013, 2014
Šachcër Salihorsk: 2021
- Coppa di Bielorussia: 2

BATĖ Borisov: 2014-2015, 2019-2020
- Coppa Toto: 1

Maccabi Tel Aviv: 2017-2018